# Њу Ејтенс (Илиноис)
Њу Атенс (енгл. New Athens) град је у америчкој савезној држави Илиноис.

## Демографија
По попису из 2010. године број становника је 2.054, што је 73 (3,7%) становника више него 2000. године.
| Група             | 2000.         | 2010.         |
| Белци             | 1.930 (97,4%) | 1.987 (96,7%) |
| Афроамериканци    | 15 (0,8%)     | 9 (0,4%)      |
| Азијати           | 7 (0,4%)      | 2 (0,1%)      |
| Хиспаноамериканци | 11 (0,6%)     | 32 (1,6%)     |
| Укупно            | 1.981         | 2.054         |